# ألوك شارما
ألوك شارما (بالإنجليزية: Alok Sharma) (ولد في السابع من سبتمبر عام 1967)، سياسي بريطاني يشغل منصب وزير الدولة للشؤون التجارية والطاقة والاستراتيجية الصناعية منذ عام 2020. وهو عضو في حزب المحافظين، شغل سابقًا منصب وزير التنمية الدولية في الفترة بين عامي 2019 و2020. ويشغل شارما منصب عضو البرلمان عن دائرة ريدينغ الغربية الانتخابية منذ عام 2010.
شغل شارما سابقًا منصب وزير الإسكان بين عامي 2017 و2018، وقد شغل منصب وزير العمل بين عامي 2018 و2019.

## النشأة والمسيرة المهنية
ولد شارما في أغرة بالهند، لكنه انتقل إلى ريدينغ مع والديه عندما كان في الخامسة من عمره وتربى تربية هندوسية. كان والده بريم مشاركًا في سياسات المحافظين في ريدينغ، وأصبح رئيسا لمنطقة بيركشاير للمحافظين وساعد في تأسيس جمعية أصدقاء الهنود المحافظين البرلمانية. ترعرع شارما في ضاحية ريدينغ في إيرلي وويتلي وود، والتحق بكلية بريزنتيشن، مدرسة ريدينغ بلو كوت في سونينغ، وجامعة سالفورد التي تخرج منها وبحوزته شهادة بكالوريوس في الفيزياء التطبيقية والإلكترونيات عام 1988.
تأهل شارما بعد للعمل كمحاسب قانوني، حيث تدرب مع شركة ديلويت هاسكينز أند سيلز في مانشستر قبل الانتقال إلى مجال تمويل الشركات مع شركة نيكو سيكيوريتيز، ثم شركة سكاندينافيسكا إنسكايلدا بانكن، حيث تولى مناصب رفيعة في لندن، وستوكهولم، وفرانكفورت. كان شارما مستشارا للعملاء في قطاع الشركات والأسهم الخاصة فيما يتعلق  بعمليات الاندماج والشراء عبر الحدود، والقوائم وإعادة الهيكلة.
شارما هو مدير مدرسة إبتدائية محلية في ريدينغ. هو أيضا زميل في الجمعية الملكية للفنون. شغل في وقت سابق منصب رئيس للجنة الشؤون الاقتصادية في مجموعة باو.

## مسيرته السياسية

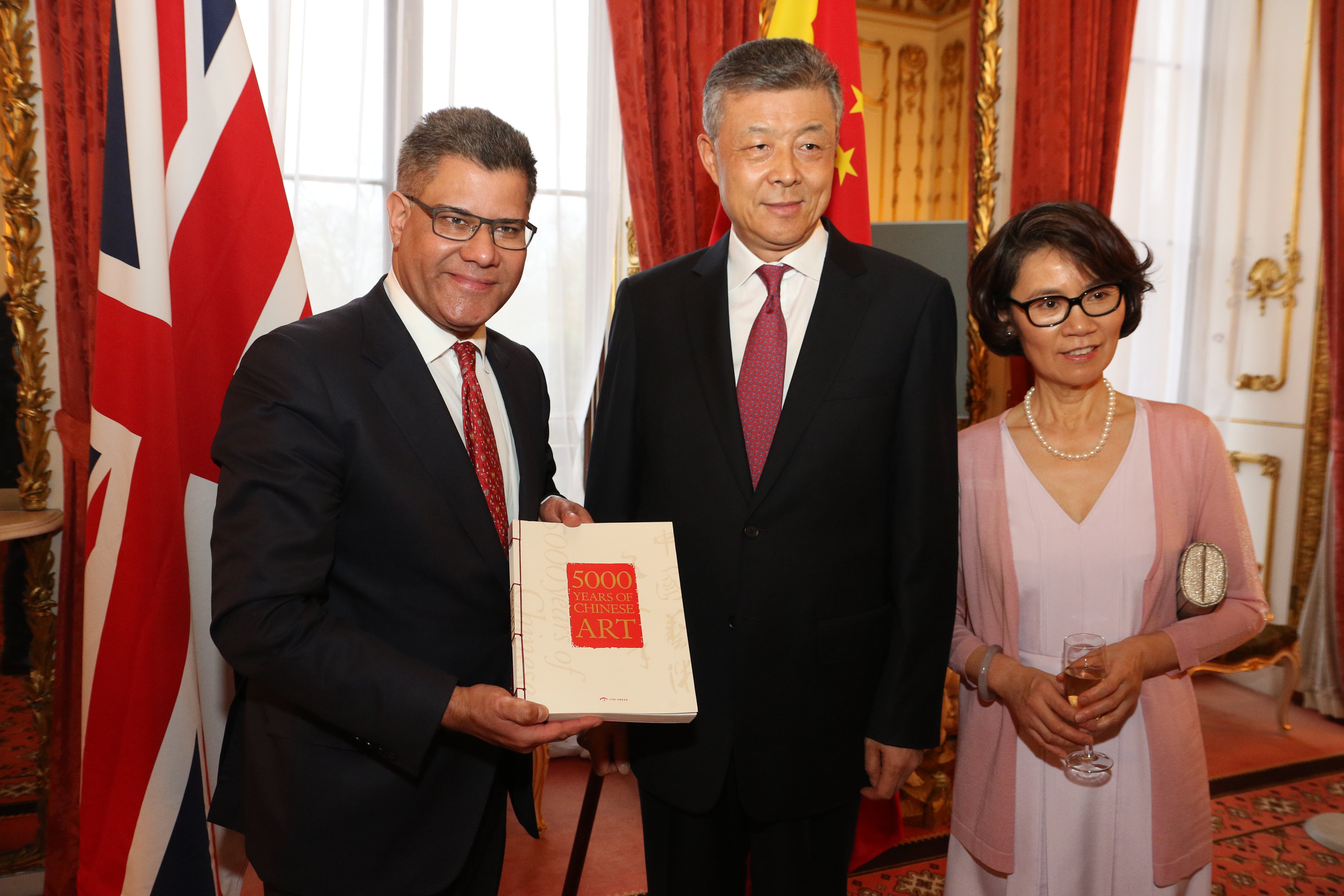
حدث في لندن للاحتفال بالذكرى السنوية الخامسة والأربعين لعلاقات السفراء بين المملكة المتحدة والصين، 29 مارس 2017.

### عضوًا في البرلمان
اختير شارما كمرشح الحزب المحافظ عن دائرة ريدينغ الغربية في عام 2006. انتخب نائبًا في البرلمان عن ريدينغ ويست في الانتخابات العامة عام 2010، وفاز بأغلبية مجموعها 6004 أصوات تقاعد النائب عن حزب العمل مارتن سالتر.
في الانتخابات العامة لعام 2015، أعيد انتخابه بأغلبية متزايدة بلغت 6650 صوتًا.
في الانتخابات العامة لعام 2017، فاز بمقعده بفارق ضئيل، أي بأغلبية 2876 صوتًا. كتب شارما على موقعه على الإنترنت بعد إعادة انتخابه: «بما أنني نشأت محليًا في ريدينغ ولكوني رجلًا يعيش حياته هناك، فإنه من دواعي سروري أن أعيد انتخابي ضمن إحدى الدوائر الانتخابية في مدينتي».
وفي الانتخابات العامة لعام 2019، زادت شعبياه ليصل إلى 4117 صوتًا.

### مسيرته البرلمانية المبكرة (بين عامي 2010 و2016)
عمل شارما عضوًا في لجنة اختيار العلم والتكنولوجيا بين شهر يوليو من عام 2010 وفبراير من عام 2011 ولجنة اختيار الخزنة بين شهر سبتمبر عام 2014 ومارس عام 2015.
شارما كان نائبا لرئيس الحزب المحافظين بين عامي 2012 و2015 ورئيسا مشاركًا لأصدقاء المحافظين في الهند عام 2014.
في شهر سبتمبر من العام 2014، عين شارما سكرتيرًا خاصًا برلمانيًا لمارك هوبان، الأمين المالي للخزنة آنذاك. وخلال فترة عمله كنائب للرئيس، جلس شارما في عدد من لجان القوانين العامة، بما في ذلك مشروعا قانونين ماليين هما مشروع قانون الإصلاح المصرفي لعام 2013، وشروع قانون المعاشات لعام 2011. وقد شغل أيضًا منصب سكرتير برلماني خاص للسير أوليفر ليتوين، المستشار السابق لدوقية لانكستر الذي كان يتولى المسؤولية العامة عن مكتب الحكومة. في عام 2016، عُيّن شارما «مبعوثا للبنية التحتية لدى الهند» لرئيس الوزراء.[بحاجة لمصدر]

## وصلات خارجية
- الموقع الرسمي